# 쟁

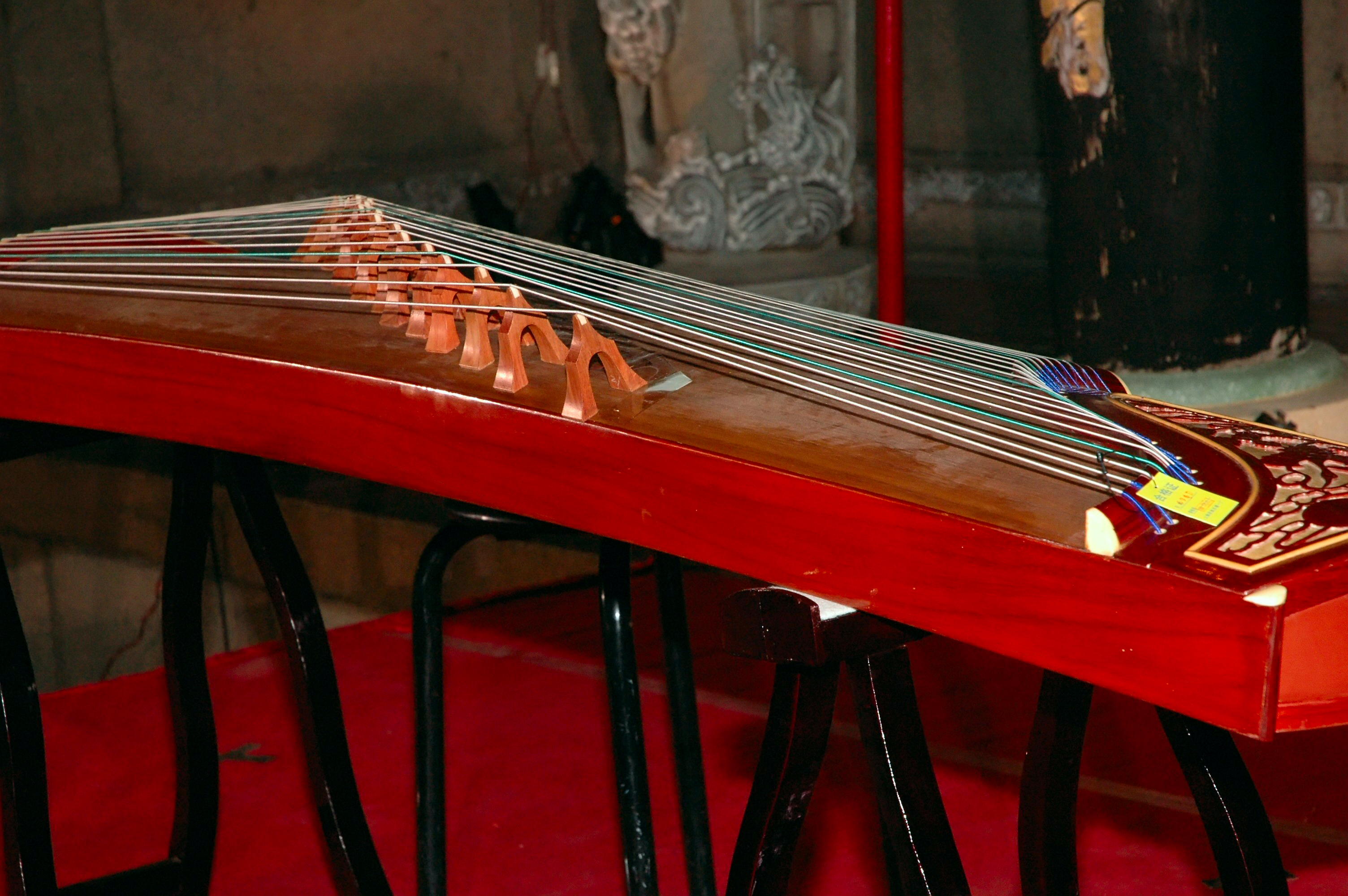
현대의 쟁.

쟁(箏) 또는 고쟁(古箏)은 중국 전통 현악기의 이름으로, 목재로 된 긴 장방형의 현악기이다. 전국 시대부터 있었고, 진나라 때 널리 퍼졌다.
당나라와 송나라 때, 13줄의 현을 갖고 있었으며 이후로 16, 18, 21 , 25로 현의 숫자가 늘어났다. 현재 가장 많이 사용되는 것은 21현이다. 고쟁의 모델에는 보통 s163 - 21가 붙어있다. S자는 S형으로 된 산 모양을 말한다. 이것은 고쟁의 아버지라고 불리는 서진고(徐振高)가 발명한 것이다. 163은 고쟁의 길이(163cm)를 말한다. 21은 고쟁 현의 개수(21줄)를 말한다.
1979년, 강서성 귀계현 선연동주 현관장 중에서 고쟁을 발견했다. 그 중에서 가장 보존이 잘 된 것은 길이 166cm, 넓이17.5cm, 끝부분 넓이15.5cm, 양쪽에 각기 13개의 줄구멍이 뚫려있다. 이것은 중국에서 발견한 가장 오래된 역사를 가진 실물이다.

## 고쟁의 구조
고쟁을 "진쟁(秦箏)"이라고도 부른다. 진나라와 한나라때부터 중국의 서북지역에서 점차적으로 전국각지에 전해졌다. 따라서 농후한 지방 특색을 가진 악파로 분리되었다. 산동쟁(山東箏), 하남쟁(河南箏), 조주쟁(潮州箏), 객가쟁(客家箏), 절강쟁(浙江箏), 복건쟁(福建箏), 내몽골쟁(內蒙箏) 등으로 나뉜다. 현재, 고쟁의 규격은 통일적으로 길이 1.63m, 줄 수는 21개이다. 고쟁의 목판은 대다수 하남성 란코의 오동나무로 제작한다. 테두리는 백송이고 고쟁의 앞부분과 끝부분, 4개의 측면은 홍목, 금사난목(金絲楠木) 등 진귀한 목재로 만들어졌다. 고쟁의 음질은 목판과 현에 달려있다.

## 고쟁의 보관 방법
고쟁의 보관에서 2가지 주의할 것이 있다. 바로 온도와 습도이다. 습도가 너무 많으면 고쟁은 변형되기 쉽다. 너무 건조하면 목판이 갈라 터질 수 있다. 온도가 너무 낮아도 같은 현상이 일어난다. 만약 온도가 너무 높으면 칠이 벗겨지기 쉽다. 고쟁을 보관할 때, 실내 온도는 16°C~28°C사이를 유지하는 것이 적당하다. 그리고 습도는 30%～60%를 유지하여야 한다.

## 저명한 고쟁곡
《전태풍(戰臺風)》 《어선창밤(漁舟唱晚)》 《림안유한(臨安遺恨)》 《말리분방(茉莉芬芳)》
《춘강화월야(春江花月夜)》 《고산유수(高山流水)》 《설산춘효(雪山春曉)》 《류양하(瀏陽河)》
《산단단화개홍염염(山丹丹花開紅艶艶)》 《방직망(紡織忙)》 《한강운(漢江韵)》 《장군령(將軍令)》
《춘도상강(春到湘江)》 《초원영웅소자매(草原英雄小姐妹)》 《진행원화번(陳杏元和番)》 《림충야분(林沖夜奔)》
《월아고(月兒高)》 《진상곡(秦桑曲)》 《향산사고(香山射鼓)》 《동정신가(洞庭新歌)》
《풍작라고(丰收鑼鼓)》 《한궁추월(漢宮秋月)》 《타호상산(打虎上山)》 《황하훈(黃河魂)》
《환상곡(幻想曲)》 《류청낭(柳青娘)》 《밀감홍(蜜柑紅)》 《출수련(出水蓮)》
《한아희수(寒鴉戲水)》 《동해어가(東海漁歌)》

## 중국 고쟁 10대 명품
- 경화고쟁(瓊花古箏): 원산지 - 양주(揚州)
- 금성고쟁(金聲古箏): 원산지 - 양주(揚州)
- 돈황고쟁(敦煌古箏): 원산지 - 상하이(上海)
- 용봉고쟁(龍鳳古箏): 원산지 - 양주(揚州)
- 아운고쟁(雅韵古箏): 원산지 - 양주(揚州)
- 주작고쟁(朱雀古箏): 원산지 - 서안(西安)
- 천예고쟁(天藝古箏): 원산지 - 양주(揚州)
- 벽천고쟁(碧泉古箏): 원산지 - 양주(揚州)
- 금운고쟁(金韵古箏): 원산지 - 양주(揚州)
- 금종고쟁(金鐘古箏): 원산지 - 복주(福州

## 고쟁 연주 영상
고쟁-古箏 연주 “시대를 초월한 마음時代を越える想い”
https://www.youtube.com/watch?v=AFQD2MNMSK0
고쟁(古筝) 연주 ‘천녀유혼(倩女幽魂) 
https://www.youtube.com/watch?v=x8pn3cTjiF8&t=2s

## 같이 보기
- 단 짜인
- 가야금
- 슬 (악기)
- 야특